# 井宿七
雙子座ζ，又名BD+20 1687，HD 52973、SAO 79031、HR 2650，是雙子座的一颗恒星，视星等为3.79，位于銀經195.75，銀緯11.9，其B1900.0坐标为赤經6h 58m 10.6s，赤緯+20° 11.9′ 2″。